# Trần Thế Quan
Trần Thế Quan (chữ Hán: 陈世倌, ? – 1758), tự Bỉnh Chi, người Hải Ninh, Chiết Giang, quan viên nhà Thanh.

## Thời Khang Hi
Cha là Trần Sân, làm đến Lễ bộ Thượng thư, sử cũ có truyện.
Thế Quan đỗ Tiến sĩ năm Khang Hi thứ 42 (1703), được đổi làm Thứ cát sĩ; từ Biên tu dần được thăng đến Thị độc học sĩ, Đốc Thuận Thiên học chánh. Vì cha mất nên Thế Quan xin về, được khởi dùng làm Đốc Giang Tây học chánh; ông dâng sớ xin giữ tang, được triều đình đồng ý.

## Thời Ung Chính
Năm Ung Chính thứ 2 (1724), Thế Quan trở lại làm quan, được cất nhắc làm Nội các Học sĩ, ra làm Sơn Đông tuần phủ. Khi ấy Sơn Đông có nạn hạn hán và châu chấu, vận tải lương thực thiếu thốn và khó khăn. Thế Quan một mình ngồi xe đi khắp nơi, ngầm tra xét thiên tai nặng nhẹ, quan lại vỗ về nhân dân, rồi mới bắt tay làm việc. Tỉnh trừ hết nạn châu chấu, Thế Quan bèn dâng sớ đề nghị sửa sang đường vận lương, được Ung Chính Đế viết chữ lên quạt mà ban thưởng. Thế Quan dâng sớ nói: “Nên lệnh cho các nơi khuyên nhà giàu nộp ngũ cốc, không hạn chế nhiều ít, dựa trên số lượng mà khen thưởng. Cử 3 người lãnh đạo nơi hương lý có tiếng công chánh coi việc sử dụng số ngũ cốc ấy, còn quan viên coi việc kiểm kê. Dân nghèo mùa xuân được vay, mùa thu phải trả, 1 thạch nộp lãi 2 đấu, mất mùa thì giảm cho, sau 10 năm thì nộp lãi 1 đấu. Xin lệnh cho các tỉnh trước hết chọn vài châu, huyện thi hành. Đợi có hiệu quả, thì mở rộng ra.” Sớ được giao xuống cho các cơ quan hữu quan bàn bạc thi hành.
Thế Quan dâng sớ xin cấm Hồi giáo, Ung Chính Đế cho rằng Hồi giáo xuất hiện đã lâu, truyền thừa lại chịu giới hạn về chủng tộc, chẳng liên hệ với bên ngoài nên không khó lòng đánh giá; nay vô cớ cấm đoán, gây ra nhiễu loạn, không phải là phương pháp trị lý tốt, nên bãi bỏ đề nghị của ông. Thế Quan lại dâng sớ trình bày 5 vấn đề phòng vệ duyên hải, triều đình đáp có thể cân nhắc.
Năm thứ 4 (1726), Thế Quan chịu tang mẹ nên về nhà; sau đó nhận mệnh sửa sang thủy lợi Giang Nam, bị kết tội là phạm sai lầm mà chịu đoạt chức; rồi nhận mệnh đi Khúc Phụ để đôn đóc việc sửa chữa miếu Khổng tử.

## Thời Càn Long
Càn Long Đế lên ngôi, Thế Quan được khởi dùng làm Tả phó đô Ngự sử. Năm Càn Long thứ 2 (1737), Thế Quan được thụ chức Thương tràng Thị lang , lại được thăng làm Công bộ Thượng thư.
Năm thứ 6 (1741), Thế Quan được thụ chức Văn Uyên các Đại học sĩ. Mùa thu năm ấy, các nơi Hoài, Từ, Phượng, Tứ bị lụt, Càn Long Đế mệnh Thị lang Chu Học Kiện hội với Tổng đốc Cao Bân trông coi công trình thủy lợi. Thế Quan thường dâng sớ trình bày tình hình lũ lụt và cứu trợ, Càn Long Đế lập tức mệnh ông chạy trạm đi hội họp với bọn Học Kiện, tham gia khám xét. Thế Quan nói thế nước từ nơi cao đổ xuống, ắt phải đích thân khám xét, xin lấy những kẻ tinh thông thuật đo đạc cùng đi, Càn Long Đế đồng ý. Tháng 12 ÂL, Thế Quan cùng bọn Học Kiện dâng sớ trình bày việc trù hoạch công trình, xin đợi đến tháng 2, 3 sang năm khi nước rút hết mới thi công; Càn Long Đế trách ông chẳng qua nương theo biện pháp của bọn Học Kiện mà không có kế lạ mưu hay nào, phụ sự kỳ vọng mà Càn Long Đế dành cho ông.
Năm thứ 9 (1744), nhân dịp về quê, Thế Quan xin trí sĩ, Càn Long Đế không cho. Thế Quan đi qua Sơn Đông, nghe tin kịch đạo (giặc cướp hung hãn) bị bắt mà chưa xét xử, bèn dâng sớ yêu cầu Sơn Đông Tuần phủ nhanh chóng kết án, đế lấy làm phải. Triều đình xét Thế Quan không quên trách nhiệm nên trả lại chức, còn gia Thái tử Thái bảo. Vân Nam Tuần phủ hặc quan viên dưới quyền, theo lệ phải giao cho Tổng đốc phúc tra; Thế Quan chen vào quy trình này, gây ra sai lầm, bị triều thần kiến nghị đoạt chức. Càn Long Đế kết luận Thế Quan có hành vi nhỏ mọn, không xứng làm Đại học sĩ, đồng ý đoạt chức của ông; lại giáng sắc riêng nhắc đến việc ông hợp tác kinh doanh ruộng vườn với gia tộc họ Khổng ở Duyện Châu thuộc Sơn Đông (tức hậu duệ của Khổng tử), gây mất thể diện của đại thần, hạ lệnh khiến Sơn Đông Tuần phủ không cho phép ông sống ở Duyện Châu.
Năm thứ 15 (1750), Thế Quan vào kinh chúc thọ, được thưởng Nguyên hàm.
Năm thứ 16 (1751), Thế Quan nhận mệnh vào Nội các làm việc, kiêm quản việc của bộ Lễ.
Năm thứ 22 (1757), Thế Quan lấy cớ già bệnh xin hưu, có chiếu đồng ý, gia hàm Thái tử Thái phó.
Năm thứ 23 (1758), Thế Quan được bệ kiến để từ biệt, được Hoàng đế ngự chế tứ thơ, trong đó có câu: “Hoàng tổ triêu thần vô ki dã.” (tạm dịch: Bề tôi của ông nội (tức Khang Hi Đế) không còn mấy.); được nhận 5000 lạng bạc, ở nhà hưởng bổng lộc. Thế Quan chưa lên đường thì mất, được đặt thụy là Văn Cần.

## Đánh giá
Trần Thế Quan kiên trì theo đuổi đạo học của Ngũ tử , tính liêm kiệm, thuần hậu. Thế Quan trình bày nỗi khốn khổ vì thủy tai của dân gian, ắt dốc hết ruột gan, tiếp đó là nước mắt chảy dài. Càn Long Đế lắng nghe thì đẹp lòng mà nói rằng: “Trần Thế Quan lại vì trăm họ mà khóc đấy.” Tuy Thế Quan chịu khiển trách nặng nề, nhưng đến khi trở lại vẫn làm việc đoan chính, cẩn thận không đổi. Về sau Hoàng đế nam tuần, sai quan viên đến tế mộ của ông.

## Hình tượng văn học
Tác giả Hứa Khiếu Thiên sáng tác bộ tiểu thuyết thông tục Thanh cung thập tam triều diễn nghĩa, xuất bản lần đầu năm 1925 ở Thượng Hải, kể rằng Càn Long Đế là con trai của Thế Quan, do Ung Chính Đế thực hiện tráo đổi; về sau Càn Long Đế nhiều lần nam tuần đến Hải Ninh, thực chất là để thăm mộ cha mẹ (tức vợ chồng Thế Quan). Câu chuyện này không thể xác định là đã có trong dân gian từ bao giờ, nhưng đến đây thì trở nên vô cùng phổ biến.